# Lórév, Pesta
Lórév (în sârbă Ловра, cu alfabetul latin: Lovra) este un sat în districtul Ráckeve, județul Pesta, Ungaria, având o populație de 291 de locuitori (2011).

## Așezare
Localitatea se află în sud-vestul județului, pe insula Csepel de pe Dunăre.

## Demografie
Componența etnică a satului Lórév
     Maghiari (56,51%)
     Sârbi (37,53%)
     Bulgari (3,53%)
     Romi (1,1%)
     Necunoscut (0,66%)
     Croați (0,66%)
     Alții (0,66%)
Componența confesională a satului Lórév
     Ortodocși (48,45%)
     Reformați (6,87%)
     Fără religie (5,84%)
     Necunoscută (38,83%)
Conform recensământului din 2011, satul Lórév avea 291 de locuitori. Din punct de vedere etnic, majoritatea locuitorilor (56,51%) erau maghiari, existând și minorități de sârbi (37,53%), bulgari (3,53%) și romi (1,1%). Apartenența etnică nu este cunoscută în cazul a 0,66% din locuitori. Nu există o religie majoritară, locuitorii fiind ortodocși (48,45%), reformați (6,87%) și persoane fără religie (5,84%). Pentru 38,83% din locuitori nu este cunoscută apartenența confesională.